# جوين ادواردز
جوين ادواردز (بالإنجليزية: Gwion Edwards) (1 مارس 1993 في المملكة المتحدة - ) هو لاعب كرة قدم بريطاني في مركز الوسط. شارك مع منتخب ويلز تحت 19 سنة لكرة القدم ومنتخب ويلز تحت 21 سنة لكرة القدم. أما مع النوادي، فقد لعب مع سانت جونستون وسوانزي سيتي ونادي كرولي تاون.

## وصلات خارجية
- جوين ادواردز على موقع الاتحاد الأوربي (الإنجليزية)
- جوين ادواردز على موقع قاعدة بيانات كرة القدم.إي يو (الإنجليزية)
- جوين ادواردز على موقع Soccerbase.com (لاعب) (الإنجليزية)
- جوين ادواردز على موقع Soccerway.com (الإنجليزية)
- جوين ادواردز على موقع AS.com (الإسبانية)

{{شريط تصفح تشكيلة فريق كرة قدم
|الاسم=
|اسم الفريق= ويغان أثلتيك
|القائمة=
- 1 Sam Tickle [الإنجليزية]‏
- 2 Jon Mellish [الإنجليزية]‏
- 4 Will Aimson [الإنجليزية]‏
- 5 سيسيغنون
- 6 وير
- 7 Dion Rankine [الإنجليزية]‏
- 8 Matt Smith (footballer, born 2000) [الإنجليزية]‏
- 10 Ronan Darcy [الإنجليزية]‏

{{لاعب تشكيلة فريق كرة قدم|الرقم=12|الاسم=Watson
- 14 Chris Sze [الإنجليزية]‏
- 15 Jason Kerr (footballer) [الإنجليزية]‏
- 16 Baba Adeeko [الإنجليزية]‏
- 17 Toby Sibbick [الإنجليزية]‏
- 18 سميث
- 19 Luke Robinson (footballer, born 2001) [الإنجليزية]‏
- 20 مكمانامان
- 21 Scott Smith (footballer, born 2001) [الإنجليزية]‏
- 22 لونيرغان
- 23 كاراغر
- 24 Harry McHugh [الإنجليزية]‏
- 26 Joe Adams (footballer, born 2004) [الإنجليزية]‏
- 27 Kai Payne [الإنجليزية]‏

{{لاعب تشكيلة فريق كرة قدم|الرقم=30|الاسم=Reilly
- 35 Tyrese Francois [الإنجليزية]‏
- 37 Maleace Asamoah [الإنجليزية]‏
- 41 K'Marni Miller [الإنجليزية]‏
- 44 هنجبو
- 47 J. Robinson
- — Dara Costelloe [الإنجليزية]‏
- مدرب: لوي